# Departamento de Bouenza
Bouenza es un departamento de la República del Congo. Se encuentra al sur del país y limita con los departamentos de Lékoumou, Niari y Pool, y con la República Democrática del Congo. 

## Geografía
Abarca una superficie de 12 265 km². En 2007 tenía una población de 309 073 habitantes.
Su capital es Madingou.
El departamento tiene los siguientes límites:
| Noroeste: Departamento de Niari | Norte: Departamento de Lékoumou                                  | Noreste: Departamento de Pool |
| Oeste: Departamento de Niari    |                                                                  | Este: Departamento de Pool    |
| Suroeste: Departamento de Niari | Sur: Provincia de Congo Central, República Democrática del Congo | Sureste: Departamento de Pool |

## División administrativa
Se divide en una comuna y 10 distritos: 
- Comuna de Nkayi
- Boko-Songho
- Kayes
- Kingoué
- Loudima
- Mabombo
- Madingou
- Mfouati
- Mouyondzi
- Tsiaki
- Yamba

## Economía
Bouenza tiene algunos cultivos industriales y comerciales. 
Entre las principales actividades se encuentran una fábrica de cemento en Loutété, las plantaciones de caña de azúcar en Nkayi, y reservas de cobre, plomo y zinc. 
La agricultura incluye los plátanos, aceite de palma, maní, tabaco y frijoles.
La energía hidroeléctrica es proporcionada por la presa construida en Moukoukoulou Mindouli.